# تجارة الكلى في إيران
تعتبر عملية بيع إحدى الكليتين بغرض الربح في إيران عملية بيع قانونية ويتم تنظيمها بواسطة الحكومة. ففي إحدى السنوات، يقدر عدد الإيرانيين ممن باعوا إحدى كليتيهم لأشخاص مجهولين بحوالي 100 ألف إيراني سنويا. في الوقت الحالي، تُعتبر إيران هي الدولة الوحيدة في العالم التي تسمح ببيع الكلى بمقابل (تعويض مادي في أغلب الأحيان)؛ ونتيجة لذلك، فإن الدولة ليس لديها أي قائمة انتظار أو أي نقص في الأعضاء المتوفرة.

## الخلفية
لقد أجريت أول عملية زرع كلى في منطقة الشرق الأوسط في عام 1967 في إيران. ولم تكن هذه العمليات شائعة حتى منتصف الثمانينيات من القرن العشرين. وقد سمحت إيران بعمليات التبرع بالكلى من الجثث أو من المتبرعين مقابل تعويض مادي. وقبل شهر أبريل من عام 2000، وضع البرلمان الإيراني قانونًا يبرر شراء الأعضاء من الأشخاص الذين تم تشخيصهم طبيًا بالموت الدماغي، وتزيد نسبة الأشخاص الذين يقومون بزرع الكلى عن طريق تعويض المتبرعين ماديًا على نسبة 99% من الحالات. وفي هذه الأيام، تُقدر نسبة التبرعات من الجثث بـ 13%.

## نظام البيع
تنظم الجمعية الخيرية لدعم مرضى الكلى (CASKP) والمؤسسة الخيرية للأمراض الخاصة (CFSD)، التابعتان لـ وزارة الصحةالإيرانية، تجارة بيع الأعضاء بدعم من الحكومة. تقوم المنظمات بمعرفة مدى ملائمة المتبرعين للأشخاص متلقي الأعضاء، وإجراء الاختبارات لضمان التوافق بينهم. إضافة إلى ذلك، تختلف المبالغ المدفوعة للمتبرع في إيران، حيث يتراوح متوسط الأرقام ما بين 2.000 دولار أمريكي إلى 4.000 دولار أمريكي للمتبرع بالكلى. على النقيض من ذلك، يمكن أن يتكلف بيع الكلى المتوافقة في السوق السوداء العالمية ما يزيد على 160000$ في بعض الحالات.

## رأي الإسلام
في عام 1996، أصدر علماء الدين الإسلامي التابعين لمجلس الشريعة الإسلامية في بريطانيا العظمى فتوى تسمح بعملية زرع الأعضاء. ولمَا كان هذا القرار يسمح بإنقاذ حياة شخص آخر من خلال عملية التبرع، فإنه يحرم أعمال التجارة والتبادل التجاري أو تقديم التعويض التجاري للمتبرعين.

## التجارب المشابهة في منطقة الشرق الأوسط
في السعودية، تتم عملية زراعة الكلى من خلال الجثث بطريقة طبية بدلاً من المتبرعين الذين ما زالوا على قيد الحياة. وتكفل الحكومة هذه العملية وترعاها، من خلال المركز السعودي لزراعة الأعضاء (SCOT). كذلك، تتحمل هذه المنظمة المسؤولية عن معايير الرعاية والتربية العامة والرسمية والتعليمات والقوانين المنظمة ومراقبة كل أنوع زراعة الأعضاء. نتيجة لانخفاض عدد المتبرعين بجثثهم، فلم تعد هناك تبرعات كافية للوفاء بالطلب.